# Dasyhelea guadeloupensis
Dasyhelea guadeloupensis är en tvåvingeart som beskrevs av Delecolle och Rieb 1994. Dasyhelea guadeloupensis ingår i släktet Dasyhelea och familjen svidknott.
Artens utbredningsområde är Guadeloupe. Inga underarter finns listade i Catalogue of Life.